# Église Saint-Pierre de Manigod
L'église Saint-Pierre de Manigod est une église catholique française, située dans le département de la Haute-Savoie, dans la commune de Manigod.

## Historique
L'église actuelle est édifiée en 1688 par le maître maçon Aimé Riondel, originaire de Samoëns,.
L'église est consacrée en 1703. Elle est de style style néoclassique dit sarde.
Elle est agrandie dans les années 1880, conserve une façade baroque du XVIe siècle et abrite un orgue flamboyant de style italien construit en 1996 par un facteur d'orgue de Vérone.

## Protection
La porte de 1689 est classée au titre objet depuis 1989.

## Galerie

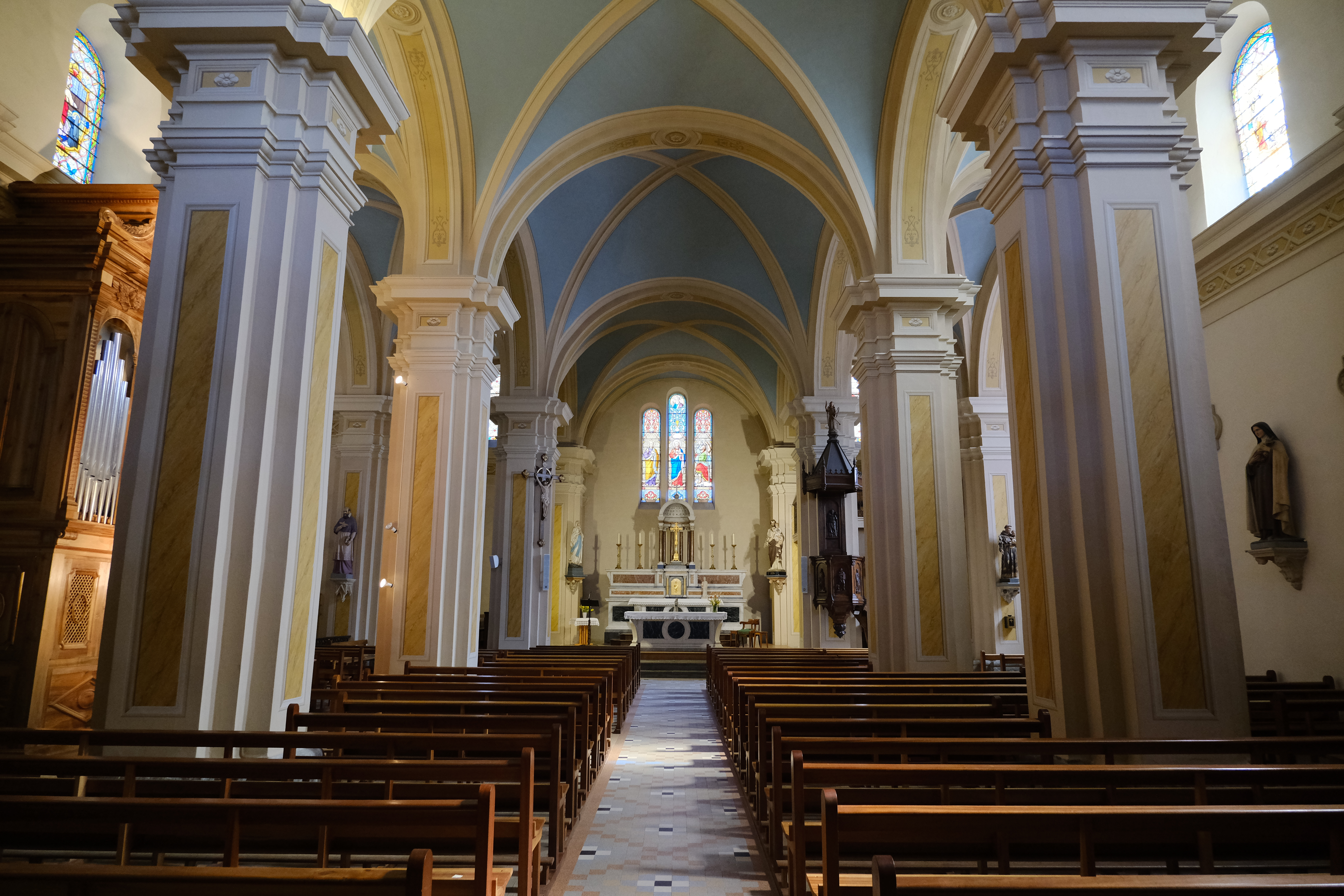
Nef
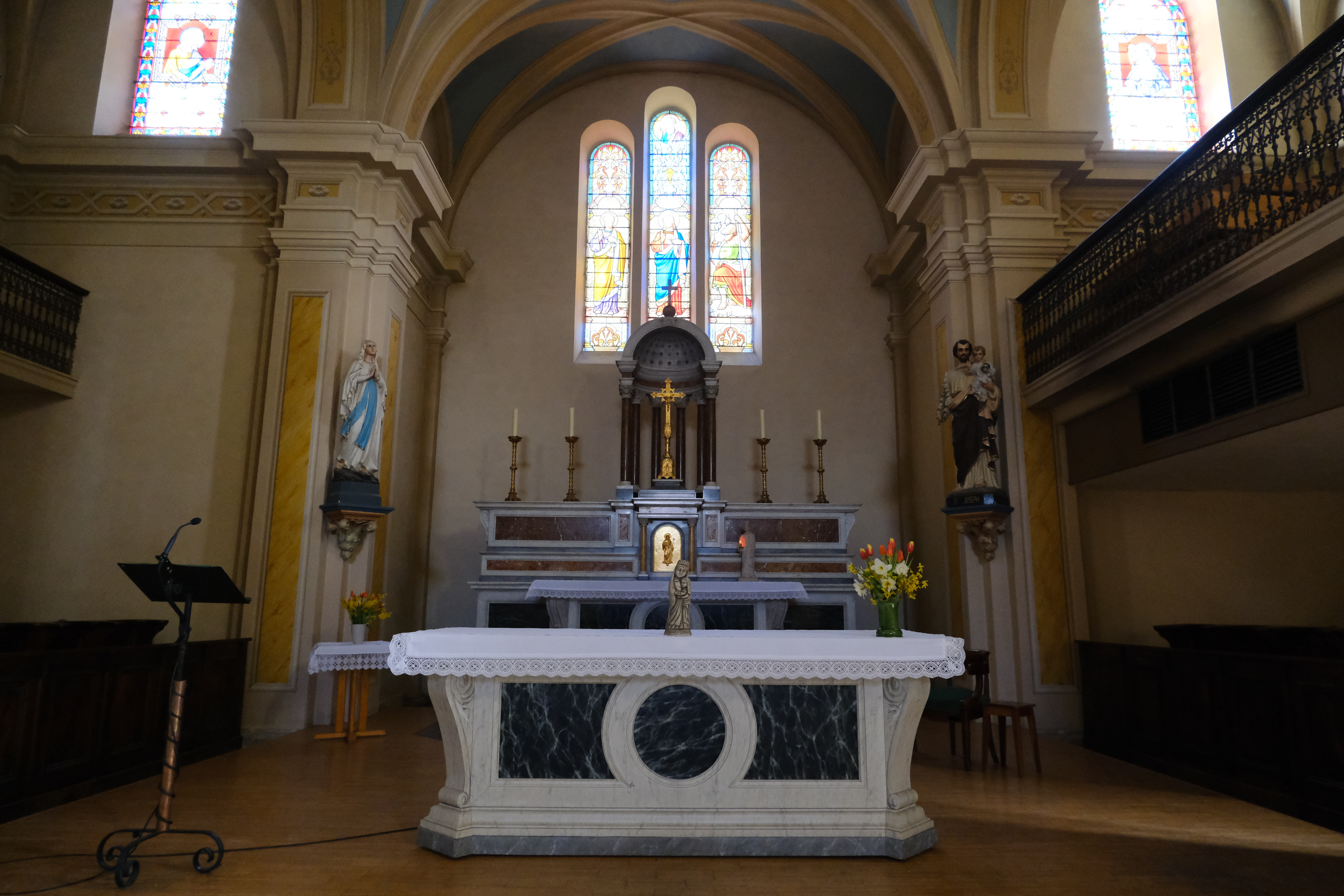
Autel
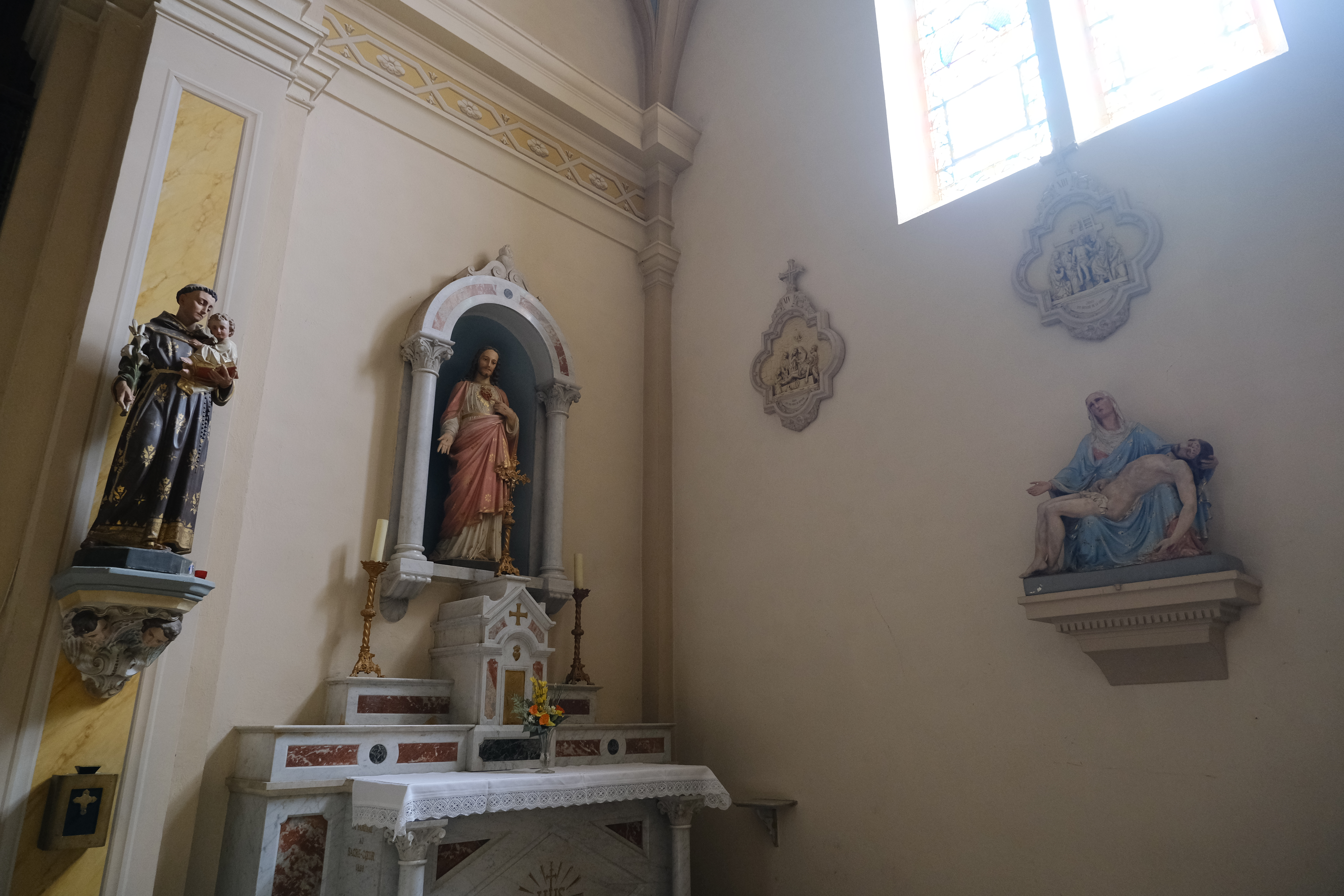
Chapelle
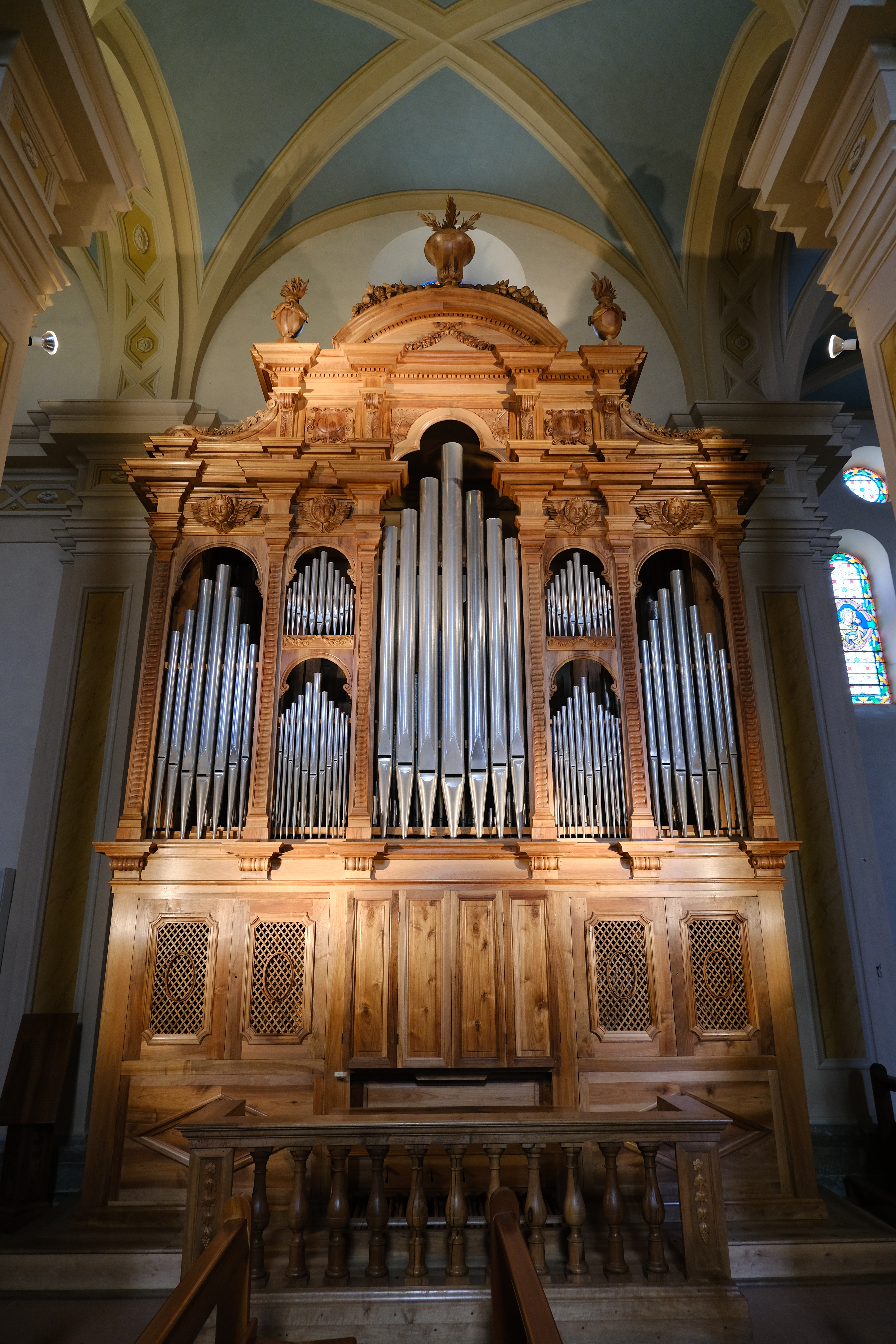
Orgue flamboyant
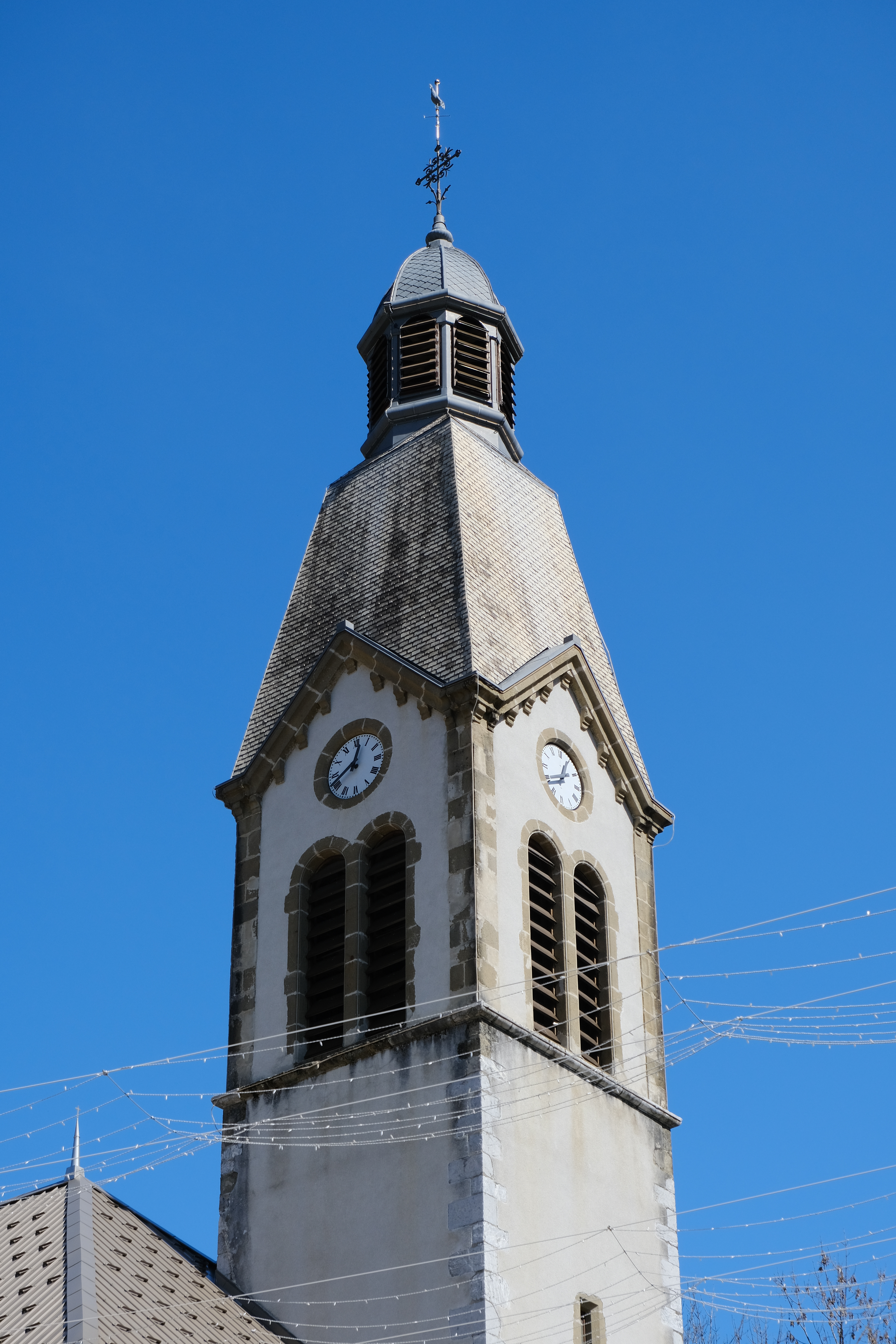
Clocher